# Medvjeđa lijeska
Medvjeđa lijeska (drvolika lijeska, turska lijeska, divoljeska, lat. Corylus colurna), poznata još kao medvidiji lišnjak, vrsta je lijeske koja raste na područjima jugoistočne Europe i jugozapadne Azije. Najviša je vrsta lijeske koja može narasti do 30 m s promjerom debla i do 1,5 m. Biljka je listopadna, a njezini su listovi zaobljeni, dugi od 6 do 15 cm, široki od 5 do 13 cm, prekriveni malim dlačicama sa svake strane i nazubljeni na rubovima.
Biljka je jednodomna i cvjeta u rano proljeće prije listanja.
Za razliku od obične lijeske plodovi su nešto manji s debljom i tvrđom ljuskom te manjom jezgrom i dolaze u "grozdovima" od po tri do osam povezanih čahura.

## Vanjske poveznice
|  | Zajednički poslužitelj ima stranicu o temi Corylus colurna    |
|  | Zajednički poslužitelj ima još gradiva o temi Corylus colurna |
|  | Wikivrste imaju podatke o taksonu Corylus colurna             |